# Geologie des Pfälzerwaldes
Die Geologie des Pfälzerwaldes kennzeichnen vorwiegend Gesteinsschichten des Buntsandsteins und in geringerem Maße auch des Zechsteins, die im ausgehenden Perm (vor 256–251 Millionen Jahren) und zu Beginn der Trias (vor 251–243 Millionen Jahren) unter vorwiegend wüstenhaften Bedingungen abgelagert wurden. Typisch sind feinkörnige und grobkörnige bis konglomeratische Sedimentabfolgen von unterschiedlicher Festigkeit, Dichte und Färbung. Es kommen stark verfestigte, kieselig gebundene mittel- und grobkörnige Sandsteine vor, zum Beispiel in den Trifels-Schichten des Unteren Buntsandsteins; aber auch feinkörnige Sandsteine mit toniger Bindung sind verbreitet, zum Beispiel in den Annweilerer Schichten des Oberen Zechsteins. Man unterscheidet Felszonen mit einheitlicher Gesteinsstruktur (Trifels-Schichten) und solche mit heterogener Gesteinsstruktur; ein Beispiel für den heterogenen Fall sind die Rehberg-Schichten im Unteren Buntsandstein, in denen die Sedimentstrukturen auf engem Raum wechseln.
Vor etwa 48 Millionen Jahren im Paläogen begann der Oberrheingraben einzubrechen, dadurch wurden diese Gesteinsformationen tektonisch umgelagert; sie wurden ungleichmäßig gehoben, in Teilschollen zerbrochen, der Buntsandstein wurde freigelegt und schräggestellt.
Seine heutige Gestalt erhielt das Buntsandsteinpaket gegen Ende der Erdneuzeit (vor 5–0,01 Millionen Jahren). Es entwickelte sich ein komplexes Relief, mit tief eingeschnittenen Kerbtälern, vielfältigen Bergformen und nährstoffarmen Böden, auf denen dichte Wälder stehen. Im Süden des Pfälzerwaldes entstand eine besonders abwechslungsreiche Felsenlandschaft mit Kegelbergen und bizarren Felsgebilden (Annweilerer und Dahner Felsenland).

## Naturräumliche Abgrenzung

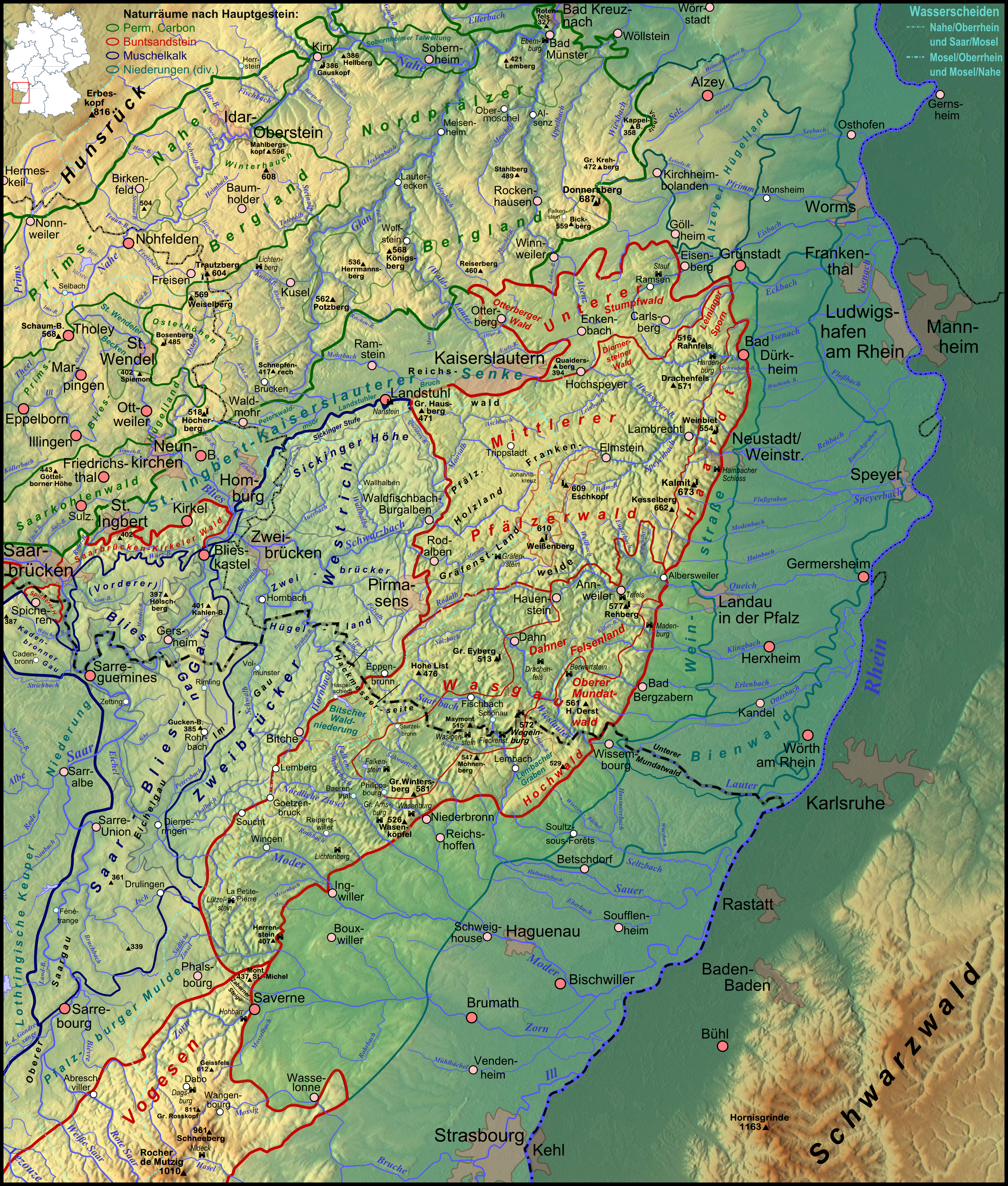
Deutsch-französisches Schichtstufenland, östlicher Teil: Verbreitungsgebiete der Hauptgesteinsarten (die rot umrandete Fläche kennzeichnet das Verbreitungsgebiet des Buntsandsteins)

Die vorherrschenden Gesteine des Buntsandsteins und Zechsteins bestimmen die Oberflächengestalt des Pfälzerwaldes und damit seine naturräumliche Abgrenzung. Dabei erstreckt sich ihr Verbreitungsgebiet nicht nur auf den Pfälzerwald, sondern auch auf die sich südlich der deutsch-französischen Grenze ohne geomorphologische Trennung anschließenden nördlichen und mittleren Vogesen. Es endet erst mit dem Weilertal (frz. ‚Val de Villé‘), ab dem die Gesteine des Sockels die Oberfläche des Gebirges bilden. Der gesamte Gebirgsraum gehört zum System des deutsch-französischen Schichtstufenlandes, wobei Pfälzerwald und Nordvogesen (frz. ‚Vosges du Nord‘) zu einem einheitlichen Naturraum zusammengefasst werden, der sich bis zur Zaberner Steige erstreckt.
Der deutsche Teil des Gebirges, der Pfälzerwald, wird nördlich des Stumpfwaldes und des Otterberger Waldes bogenförmig vom Nordpfälzer Bergland abgegrenzt; ab hier dominieren nicht mehr Gesteine des Buntsandsteins und Zechsteins, sondern des Permokarbons das Landschaftsbild. Im Osten bilden der Rheingrabenrand und im Westen die jüngeren Gesteinsschichten des Muschelkalks, welche dort den Buntsandstein überdecken, die natürlichen Begrenzungen. Im Süden trennt die deutsch-französische Grenze den Pfälzerwald von den geologisch gleichartigen Nordvogesen.

## Entwicklungsgeschichte

### Gebirgssockel und Sandsteine des Zechsteins
Im Karbon (vor 358–296 Millionen Jahren) kam es durch Kollision der beiden Urkontinente Gondwana und Laurussia zu Auffaltungen der Erdkruste, die vom östlichen Nordamerika bis nach Zentralasien reichten und unter anderem auch im heutigen West- und Mitteleuropa zur Entstehung des Variszischen Gebirges führten. Dieses Faltengebirge wurde zwar im nachfolgenden Zeitalter des Perms (vor 296–251 Millionen Jahren) wieder abgetragen, die aus Schiefer, Granit und Gneis bestehenden Rumpfflächen blieben jedoch erhalten und bilden, wie in anderen Mittelgebirgen, das Fundament des heutigen Pfälzerwaldes.
Zu Beginn des Oberkarbons vor etwa 315 Millionen Jahren entstand das Senkungsgebiet des Saar-Nahe-Beckens, das auch weite Gebiete der heutigen Pfalz umfasste. In ihm sammelten sich vom Oberkarbon bis zum Unterperm (unteres Rotliegend) vor 315 bis 270 Millionen Jahren verschiedene Sediment- und Vulkangesteine, zum Beispiel magmatische Gesteine der Donnersberg-Formation oder tonig gebundene Sandsteine der jüngeren Standenbühl-Formation (siehe auch Abschnitt Permokarbon und Rotliegend). Tektonische Prozesse verursachten gegen Ende des Unterperms (vor etwa 270–260 Millionen Jahren) eine Anhebung der Gesteinsschichten des Saar-Nahe-Beckens, sodass sich das Pfälzer Sattelgewölbe mit Nahe- und Prims-Mulde im Nordwesten und Pfälzer Mulde im Südosten entwickelte.
Großräumige Absenkungen, die während des Oberperms (vor 260–251 Millionen Jahren) einsetzten und zur Bildung des Germanischen Beckens führten, ließen das Zechstein-Meer zeitweilig von Norden in das Gebiet der heutigen Pfalz vordringen. Es kam zur vorwiegend fluviatilen Ablagerung von Gesteinsschichten mit einer Mächtigkeit von etwa 100 Metern, wobei die Gesteinseinheit des Zechsteins für den Bereich des südlichen Pfälzerwaldes vier Schichten umfasst, die neben Fein-, Mittel- und Grobsandsteinen auch Tonsteine enthalten (siehe Abschnitt Zechstein).

### Entstehung des Buntsandsteins
In der Trias (vor 251–200 Millionen Jahren) erweiterte sich das Germanische Becken nach Süden und Westen, wobei für das Gebiet der heutigen Pfalz das Senkungsgebiet der Hessischen Senke und Pfälzer Mulde von Bedeutung ist, da sich dort die Sedimente dieses Zeitalters ablagerten.
Von der Untertrias bis zum Beginn der Mitteltrias (vor 251–243 Millionen Jahren) war Mitteleuropa von einer Wüstenlandschaft bedeckt, in der insbesondere äolische und gelegentlich fluviatile Kräfte formend wirkten. Diese Prozesse führten zu Sandablagerungen, die aus den Hochlagen um das Germanische Becken stammten. Im Bereich des heutigen Pfälzerwaldes entstanden Gesteinsschichten mit einer Mächtigkeit von bis zu 500 Metern. Dabei kam es durch Beimengung von Eisenoxid zu verschiedenartigen Färbungen des Gesteinspakets und je nach Art der Bindung in der Körnung – zum Beispiel tonig gebundene Sandsteine im Gegensatz zu verkieselten Sandsteinen – zur Ausbildung von Gesteinsschichten unterschiedlicher Festigkeit. Es entstanden die Untergruppen des unteren, mittleren und oberen Buntsandsteins, die durch „Dünnschichten“ mit stark grobkörnigen Sandsteinen (Konglomerate) voneinander abgegrenzt sind (siehe Abschnitt Schichten des Buntsandsteins).
Diese Buntsandsteinformationen wurden vor 243 bis 235 Millionen Jahren durch ungefähr 190 Meter mächtige Muschelkalkablagerungen (Mergel- und Kalksedimente) eines großen Binnenmeers überdeckt, gefolgt von den Sedimenten der Keuperzeit (234–200 Millionen Jahren).
Weitere Ablagerungen entstanden im Jura (vor 200–142 Millionen Jahren) und in der Kreidezeit (vor 142–65 Millionen Jahren), deren Dicke im Inneren des Germanischen Beckens ursprünglich etwa 1300 Meter betrug. Teile dieser Sedimente wurden jedoch bis zum Beginn des Paläogens vor etwa 65 Millionen Jahren durch Erosion wieder abgetragen.

### Lagerung des Buntsandsteins
Zu Beginn der Erdneuzeit, dem Känozoikums, begann im Paläogen vor ungefähr 48 Millionen Jahren die Kollision afrikanischer und eurasischer Platten, die zu massiver Auffaltung der Gesteinsschichten und als Folge zur Entstehung der Alpen führte. Das damit zusammenhängende starke Spannungsfeld beeinflusste die Gebiete nördlich der Alpen, wobei Zugspannungen, wahrscheinlich entlang einer alten variszischen Schwächezone, den harten, oberen Teil des Erdmantels, der subkrustalen Lithosphäre, aufrissen und dadurch weiche Erdmantelmaterie (Peridotit) nach oben drang und die subkrustale Lithosphäre überlagerte. Diese Ausstülpung des Erdmantels führte zur Ausdünnung der darüber liegenden Erdkruste, die zum Beispiel im Bereich des späteren Oberrheingrabens eine Dicke von nur 24 Kilometern aufweist und deren Gesteinsformationen ebenfalls Aufwölbungsprozessen („Aufdomung“) mit erheblichen Zugspannungen unterworfen wurden (passives Rifting). Diese Spannungen erreichten vor ungefähr 35 Millionen Jahren im Scheitel dieser Wölbung ihren Höhepunkt, sodass bei maximaler Dehnung im Bereich des heutigen Oberrheins tiefgehende Brüche und Einsenkungen auftraten. Die Erdkruste im Inneren des Oberrheingrabens senkte sich in einer Mächtigkeit von mindestens 20 Kilometern um etwa 3300 Meter, was an der Oberfläche zur Bildung einer Tiefebene führte. Parallel dazu wurden die Grabenränder angehoben, im Falle des Pfälzerwaldes um etwa 1000 Meter. Diese tektonischen Prozesse, welche gegenwärtig noch anhalten, hatten und haben für das heutige Landschaftsbild des Mittelgebirges als Schichtstufenlandschaft vier wichtige Auswirkungen:

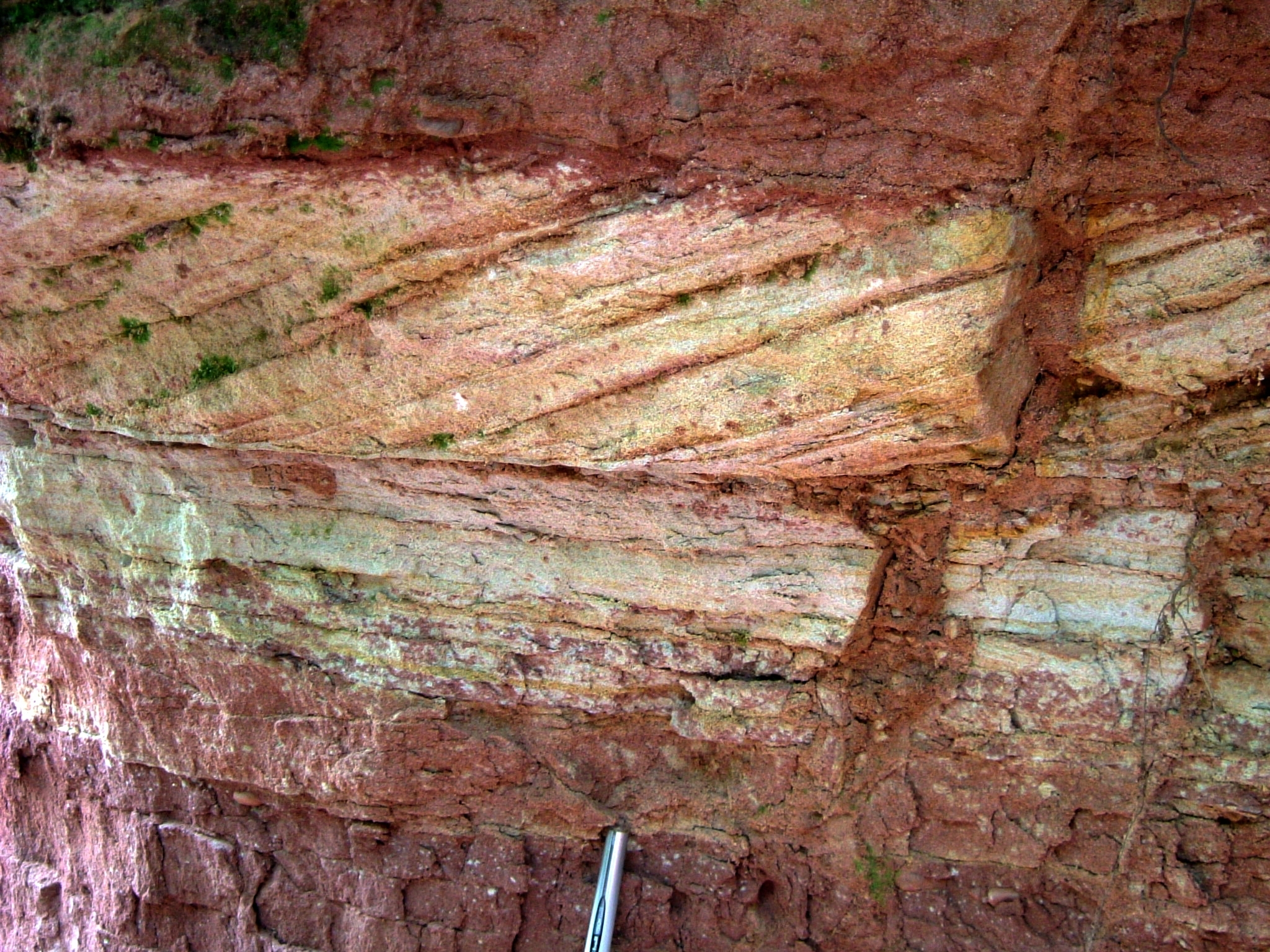
Schrägschichtung des Buntsandsteins am Fuße des Teufelstisches bei Hinterweidenthal

- Erstens wurden während der Hebevorgänge etwa 800 Meter Deckgebirge (Dogger, Lias, Keuper, Muschelkalk) abgetragen und in der neu entstandenen Tiefebene abgelagert. Dies bewirkte eine Freilegung der Gesteinsschichten des Buntsandsteins, Zechsteins und an wenigen Stellen auch von Ablagerungen des Permokarbons vor allem des Rotliegend.
- Zweitens verursachte die Aufwölbung eine Schrägstellung der verschiedenen Schichten. Sie sinken allmählich vom Grabenrand im Osten mit einer Neigung von ein bis vier Grad nach Westen.
- Drittens kam es zu einer ungleichmäßigen Heraushebung des Buntsandsteins. Die Gesteinsschichten lagern nämlich nicht völlig eben, sondern besitzen eine Sattel-Muldenstruktur, die sich von Südwest nach Nordost erstreckt (siehe auch Abschnitt Gebirgssockel und Sandsteine des Zechsteins). So steht einer sattelförmigen Aufwölbung im Bereich des Nordpfälzer Berglands (Pfälzer Sattel) südöstlich eine durch den zentralen Pfälzerwald parallel verlaufende Mulde (Pfälzer Mulde) gegenüber, der noch weiter im Südosten im Wasgau eine erneute Aufwölbung (Südpfälzer Sattel) folgt. Dies bedeutet, dass die Gesteinsschichten im nördlichen und südlichen Abschnitt des Pfälzerwaldes höher und in seinem mittleren Teil tiefer liegen. Während hier – zum Beispiel im Gebiet um Johanniskreuz und Eschkopf – jüngere Gesteine der Rehberg-, Schlossberg- und Karlstal-Schichten das Relief prägen, dominieren in den nördlichen und südlichen Bereichen Schichten des Zechsteins und des Unteren Buntsandstein und hier vor allem die Trifelsschicht das Landschaftsbild.
- Viertens zerbrachen die Gesteinsschichten durch Heraushebung und Schrägstellung in einzelne Teilschollen. Es entstanden verschieden große Spalten und Klüfte, an denen die Gesteine vertikal gegeneinander verschoben wurden. Dieses Phänomen zeigt sich besonders entlang größerer Verwerfungen, die das Gebirge von Nordost nach Südwest durchziehen. Beispiele sind neben der Hauptverwerfung am Grabenrand die dazu parallel verlaufenden Lambrechter und Elmsteiner Verwerfungen, an denen die verschiedenen Schichten um bis zu 100 Meter gegeneinander versetzt sind.[12][13]

### Entwicklung der heutigen Oberflächengestalt

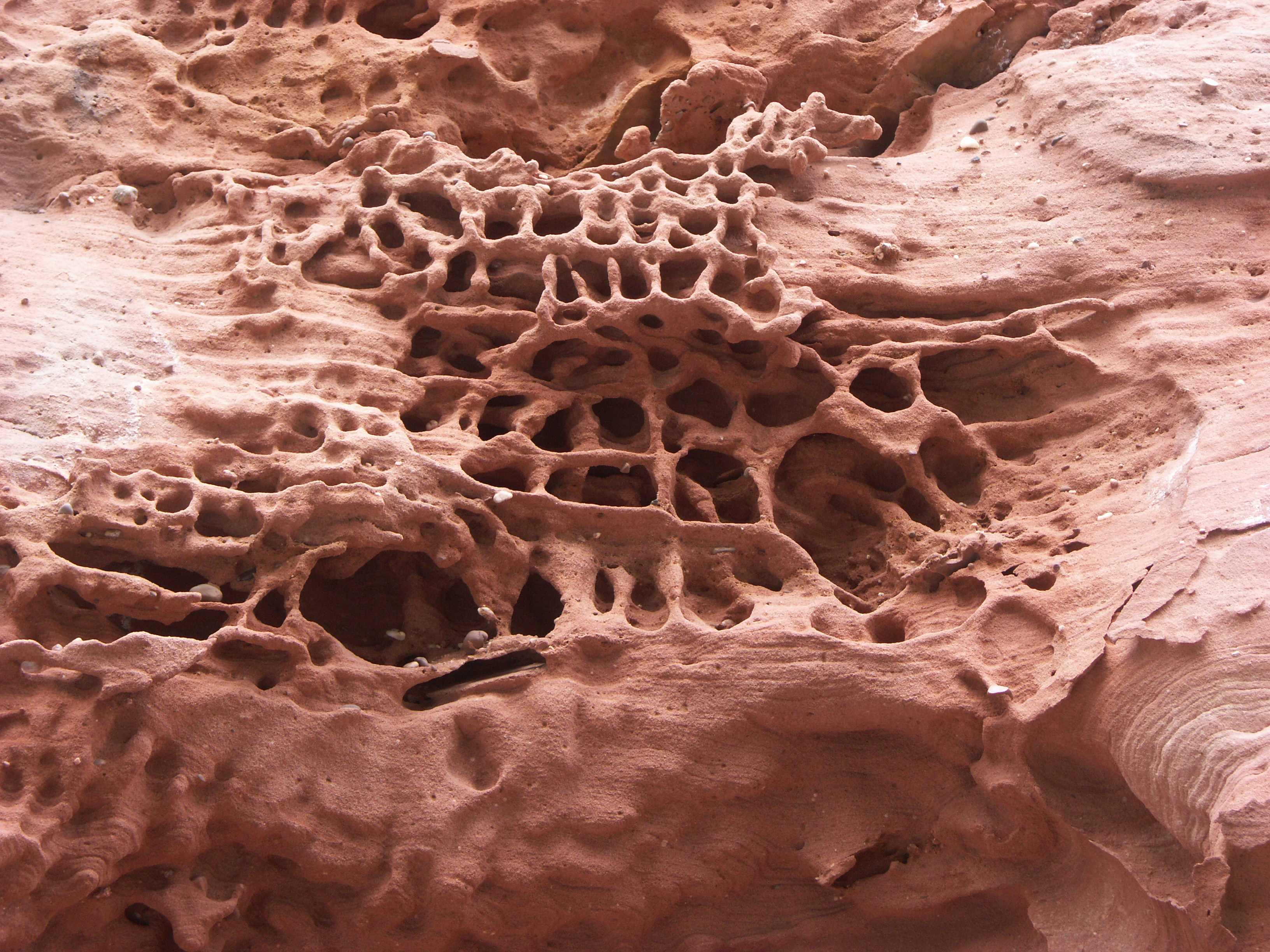
Wabenverwitterung im Buntsandstein

Im späteren Paläogen (vor 34–23,8 Millionen Jahren) und Neogen (vor 23,8–2,8 Millionen Jahren) standen wieder Erosionsprozesse im Vordergrund, sodass es zu einer weiteren Aufschüttung der Oberrheinischen Tiefebene kam. Erneute tektonisch verursachte Hebungen gegen Ende des Neogens (vor 5–2,8 Millionen Jahren) führten zur heutigen Höhe des Pfälzerwaldes und durch Abtragung zu weiterer Freilegung des Buntsandsteins. Im Quartär (vor 2,8–0,01 Millionen Jahren), dem letzten geologischen Zeitabschnitt der Erdneuzeit, schufen erneute Verwitterung und Abtragung, vor allem während der verschiedenen Kalt- und Warmzeiten, die Oberflächengestalt des heutigen Pfälzerwaldes. Es entwickelten sich ein differenziertes, tief eingeschnittenes Talsystem, vor allem in seinem Nord- und Mittelteil, vielfältige Bergformen und bizarre Felsformationen; Beispiele hierfür sind der Teufelstisch bei Hinterweidenthal und der Eilöchelfels bei Schindhard.

## Gliederung

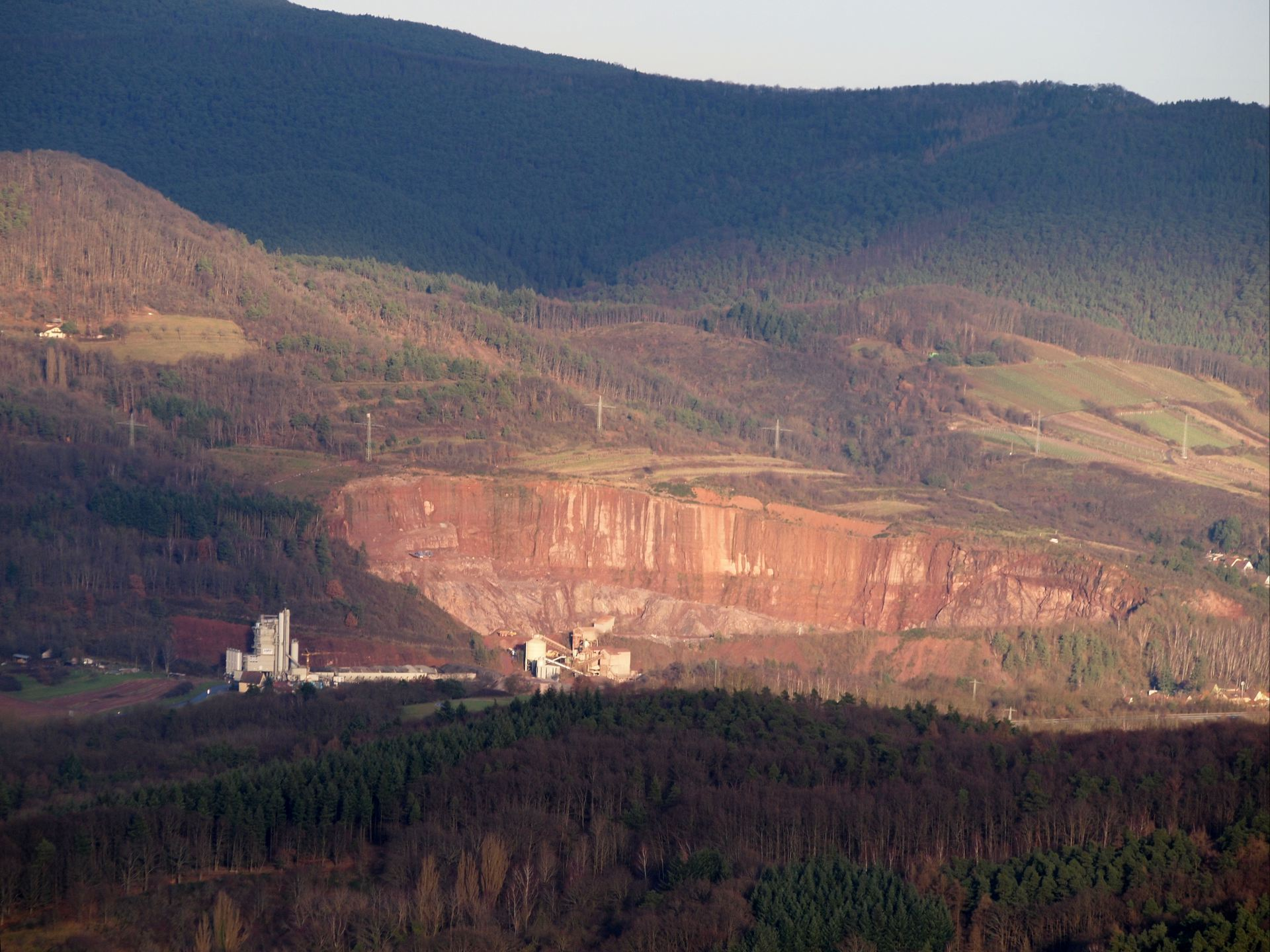
Der Gneissteinbruch bei Albersweiler

Aus seiner Entwicklungsgeschichte ergibt sich die geologische Gliederung des heutigen Pfälzerwaldes: Gneise, Schiefer und magmatisches Gestein bilden das Fundament des heutigen Pfälzerwaldes, werden jedoch meist durch jüngere Gesteinsschichten überdeckt. Sie treten nur an wenigen Stellen des östlichen Gebirgsrandes an die Oberfläche, wo sie beispielsweise in den tief eingeschnittenen Tälern der Queich und des Kaiserbaches anstehen. Entsprechend befinden sich dort große Steinbrüche, in denen Granodiorit bei Waldhambach und Orthogneis mit granitischem Habitus bei Albersweiler aufgeschlossen sind und als „Hartsteine“ abgebaut werden.

### Permokarbon

#### Rotliegend
Die vom Oberkarbon bis Unterperm im Saar-Nahe-Becken gebildeten Gesteinsschichten (siehe auch Abschnitt Gebirgssockel und Sandstein des Zechsteins) sind nur an einigen Stellen des Pfälzerwaldes freigelegt und prägen dort dessen Relief. Dies trifft beispielsweise für den im Norden gelegenen Stumpfwald und im Südosten für das Queichtal mit Seitentälern zu, in denen rote Ton-, Silt- und feinkörnige Sandsteine der Kreuznach- und Standenbühl-Formation und im unteren Teil eine Wechselfolge aus roten Siliziklastika, Tuff und Effusiva der Donnersberg-Formation aufgeschlossen sind. Da mergelig und tonig gebundene Sandsteine eine relativ weiche Konsistenz besitzen, wurden sie vor allem im Raum Ramsen zu breiten Tälern ausgeräumt. Gleiches gilt auch für das Queichtal vor seinem Austritt in die Rheinebene, das zwischen Annweiler und Albersweiler ebenfalls beckenartige Züge trägt.

#### Zechstein

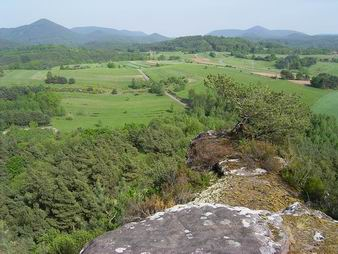
Verebnungsflächen des Rotliegend und Zechsteins: Blick zum Rehberg (links) und Treutelsberg (rechts)

Im oberen Perm (vor 256–251 Millionen Jahren) entstanden Gesteinsschichten (siehe Abschnitt Gebirgssockel und Sandsteine des Zechsteins), welche am Nordrand des Pfälzerwaldes zwischen Eisenberg und Waldmohr als Stauf-Schichten – nach dem Ort Stauf bei Ramsen – an die Oberfläche treten und im Raum Schwedelbach eine Mächtigkeit von 70 bis fast 300 Metern besitzen. Sie bestehen hauptsächlich aus geröllreichen, grobkörnigen, vorwiegend braunroten Sandsteinen (Konglomerate), die durch Beimengung von Eisenoxid besonders stark verfestigt wurden. Lithostratigrafisch werden sie in einen ähnlich aufgebauten oberen und unteren Teil gegliedert, zwischen denen jeweils fast geröllfreie, feinkörnige Sandsteine von geringerer Festigkeit (Formsande) abgelagert sind. Die Erzhaltigkeit des Gesteins brachte es mit sich, dass an mehreren Stellen der Region, bei Ramsen schon zur Zeit der Kelten, bei Erzenhausen seit dem Mittelalter und bei Erzhütten seit 1725, Eisenerz gefördert und beispielsweise in Eisenberg verarbeitet wurde.
Im südöstlichen Teil des Pfälzerwaldes bestehen die Gesteinsschichten dagegen eher aus feinkörnigeren Sandsteinen mit toniger Bindung und Schiefertonen. Sie erstrecken sich in einer Mächtigkeit von etwa 80 bis 100 Metern vom Raum Annweiler über Gossersweiler und Silz bis in die südöstlich von Dahn gelegenen Bereiche um Vorderweidenthal, Busenberg und Bundenthal. Da das Material eher von weicher Konsistenz ist und daher besser ausgeräumt wurde, kam es auch dort zu größeren Verebnungsflächen, zwischen denen die kegelförmigen Berge des Wasgaus häufig isoliert emporragen. Im Gegensatz zu anderen Regionen des Mittelgebirges sind diese Ablagerungen relativ nährstoffreich und verwittern zu fruchtbaren Böden, sodass diese schon frühzeitig – seit dem Hochmittelalter – gerodet und landwirtschaftlich genutzt wurden. Daneben sind die Ablagerungen des Zechsteins auch hydrogeologisch interessant, da die tonreichen Schichten häufig Quellhorizonte bilden, an denen sich das Grundwasser stauen kann.
Gegliedert wird der südpfälzische Zechstein nach Untersuchungen aus den Jahren 1995 und 1996 in vier Schichten: Sie beginnen mit der etwa 40 Meter dicken Queich-Schichten – benannt nach dem gleichnamigen Fluss – und Rothenberg-Schichten des Unteren Zechsteins, in welchen fein-, mittel- und grobkörnige Sandsteine und vor allem in der Rothenbergschicht auch rotbrauner Tonstein und rötlich-grauer Dolomit („Zechstein-Horizont“) abgelagert sind. Ihnen folgen im Oberen Zechstein die 40 bis 60 Meter mächtigen Annweilerer- und darüber Speyerbach-Schichten, wobei die Annweilerer-Schichten eher aus roten, massigen bis schräggeschichteten fein- und mittelkörnigen Sandsteinen und die darüber liegenden Speyerbach-Schichten aus braunroten bis grauroten Tonsteinen bestehen.

### Trias

#### Buntsandstein

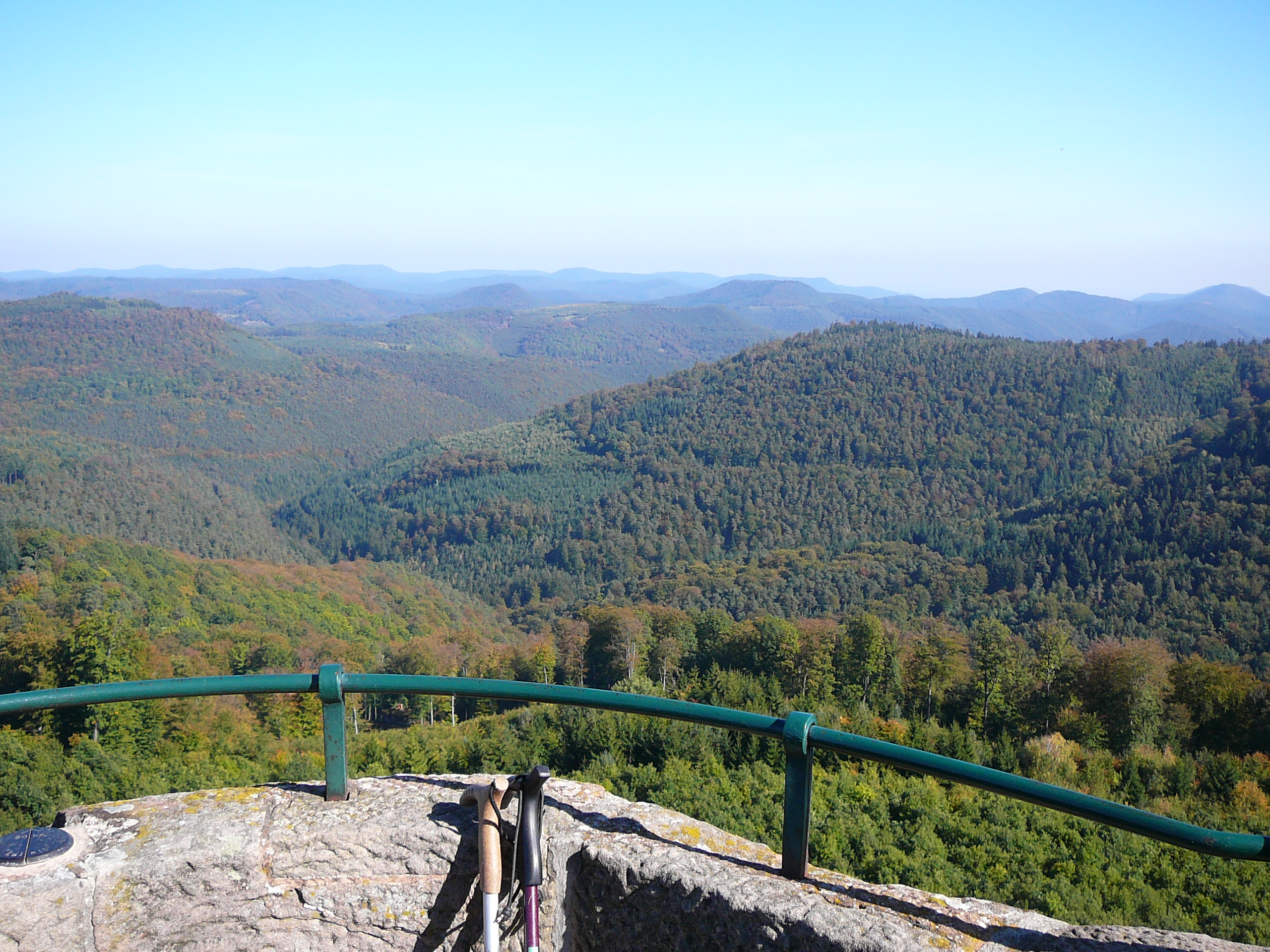
Komplexe Reliefstruktur im Unteren Buntsandstein: Blick vom Luitpoldturm auf dem Weißenberg über den Mittleren Pfälzerwald nach Osten

Große Teile des gesamten linksrheinischen Gebirges – Pfälzerwald, Nord- und Mittelvogesen – werden durch die zu Beginn der Trias entstandenen Buntsandsteinformationen bestimmt. Dabei wird dieses Gesteinspaket für den Bereich der Pfalz in folgende Schichten oder Gruppen mit Untergruppen gegliedert (Buntsandstein-Stratigraphie der Pfalz):

#### Unterer Buntsandstein
Er ist das charakteristische Gestein des Pfälzerwaldes und bestimmt mit einer Mächtigkeit von 280 bis 380 Metern – mit Ausnahme der Verebnungsflächen im südöstlichen Wasgau – weite Teile des Mittelgebirges. Im Gegensatz zu den Sandsteinen aus der Zechstein-Zeit enthält er viel Quarz, dagegen wenig Feldspat und Glimmer und verwittert deshalb zu sandigen, nährstoffarmen Böden. Dieser Sachverhalt und die Schwierigkeiten des Geländes, das heißt starke Zertalung mit Kerbtälern und felsigen Steilhängen (siehe Abschnitt Täler), hatten zur Folge, dass seit dem Mittelalter in weiten Bereichen des Pfälzerwaldes kaum Rodungen und damit landwirtschaftliche Nutzung erfolgten, sodass das Waldgebiet bis heute in seiner Kompaktheit erhalten blieb. Typisch für den Unteren Buntsandstein ist außerdem die Ausbildung mehrerer harter Felszonen, die von dünngeschichteten, tonreicheren Sandsteinen getrennt werden. Damit ergibt sich eine Gliederung in folgende drei Teilschichten:

##### Trifels-Schichten

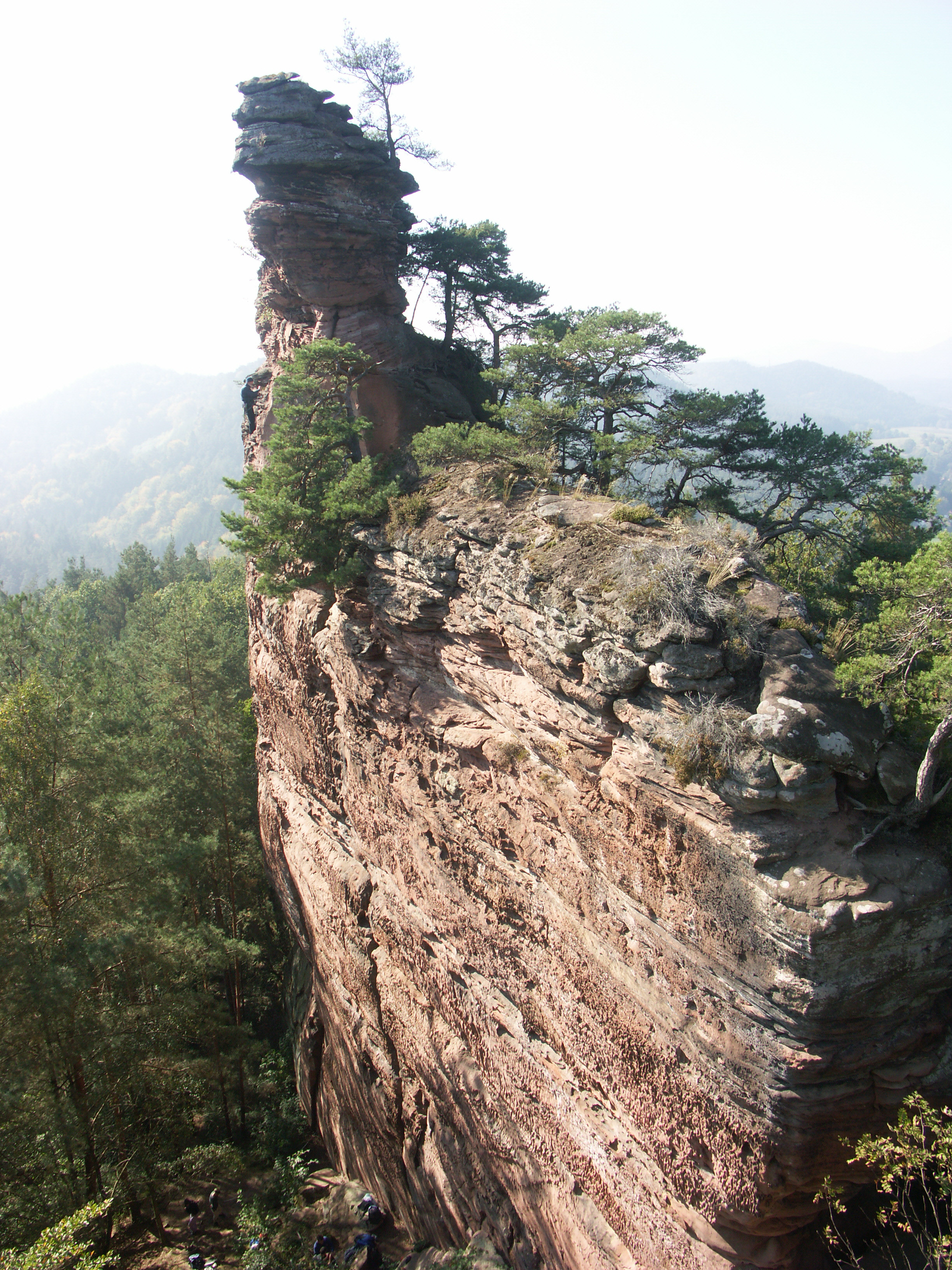
Trifels-Schichten am Pferchfeldturm, Bärenbrunner Tal

Diese kompakten, vorwiegend fluviatil entstandenen Gesteinsschichten in einer Mächtigkeit von bis zu 145 Metern, die nach dem Felsenriff auf dem Burgberg des Trifels bei Annweiler benannt sind, bestehen aus violett bis hellrot gefärbten schräggeschichteten mittel- und grobkörnigen Sandsteinen, die im Korngefüge kieselig gebunden sind und daher eine besondere Festigkeit besitzen. 

##### Rehberg-Schichten
Namengebend ist der Rehberg, mit 577 m ü. NHN der höchste Berg des deutschen Wasgaus in der Nähe des Trifels, dessen Gipfelbereich durch diese Gesteinsschichten aufgebaut wird.

##### Schlossberg-Schichten
Benannt wurden diese Formationen nach ihrem Auftreten in den Schlossberghöhlen der saarländischen Stadt Homburg. Es handelt sich um eine bis zu 90 Meter hohe Felsstufe, die vorwiegend aus gröberem Material vorwiegend aus Roll- und Springkörnern von Wanderdünen besteht. Besonders ins Auge fallen die unterschiedlichen farblichen Schattierungen des Materials, das meist rot bis orangegelb, in geringerem Maße aber auch weiß, grün oder lila gefärbt ist.

#### Mittlerer Buntsandstein
Zwischen Mittlerem und Oberem Buntsandstein lagert eine weitere tonreiche Gesteinsschicht, die erneut einen wichtigen Quellhorizont bildet. Auch diese Gesteinseinheit wird durch verschiedene Teilschichten aufgebaut:

##### Karlstalschichten
Namengebend ist das Karlstal bei Trippstadt im Nordwesten des Pfälzerwaldes, in dem diese Sandsteinformationen in exemplarischer Form auftreten. 

##### Obere Felszone, Hauptkonglomerat und Violette Grenzzone
Die Obere Felszone in einer Mächtigkeit von 9 bis 26 Metern setzt sich aus stark verkieselten, geröllführenden Mittel- und Grobsandsteinen von besonderer Festigkeit zusammen und bildet vor allem im zentralen Pfälzerwald im Bereich der inneren Pfälzer Mulde felsdurchsetzte Steilhänge. Ein typisches Beispiel bietet der Wartenberg im südwestlichen Weißenberggebiet, welcher durch Steilwände der Oberen Felszone in Kombination mit Blockfeldern der Karlstal-Schichten charakterisiert ist.
Das sich anschließende, bis zu 15 Meter mächtige Hauptkonglomerat befindet sich vorwiegend im Südteil der Pfälzer Mulde. Es ist Folge der Ablagerungen eines früheren, tief eingeschnittenen Flusssystems und besteht aus dunkelroten, geröllführenden Grobsandsteinen.
Abgeschlossen wird der Mittlere Buntsandstein mit einer Mächtigkeit von etwa 1,5 Meter durch die Violette Grenzzone, die vor allem im nördlichen Teil der Pfälzer Mulde, das heißt im nordwestlichen Teil des Pfälzerwaldes aufgeschlossen ist und in erster Linie aus glimmerreichen Feinsedimenten mit Dolomitknauern (Dolomitknollen) besteht.
Karlstal-Felszone, Obere Felszone und Hauptkonglomerat bilden aufgrund ihrer Verwitterungsresistenz mehrere markante Felsriffe, wobei die Altschlossfelsen bei Eppenbrunn mit fast zwei Kilometern Länge die bekanntesten Beispiele sind. Der etwa ein bis zwei Meter mächtige Kugelfelshorizont, welcher der Oberen Felszone zuzurechnen ist, enthält kugelförmige Gebilde, die aufgrund unterschiedlicher Eisenanreicherung im Gestein in dieser Form erodiert sind. Sie werden häufig von einem lockeren Mantel umgeben und können deshalb leicht aus dem Felsen herausfallen oder herausgelöst werden. Diese geologische Besonderheit kennzeichnet verschiedene Felsen im Raum Pirmasens, wobei der namengebende Kugelfelsen auf dem Rödelschachen ein besonders prägnantes Beispiel ist.

#### Oberer Buntsandstein

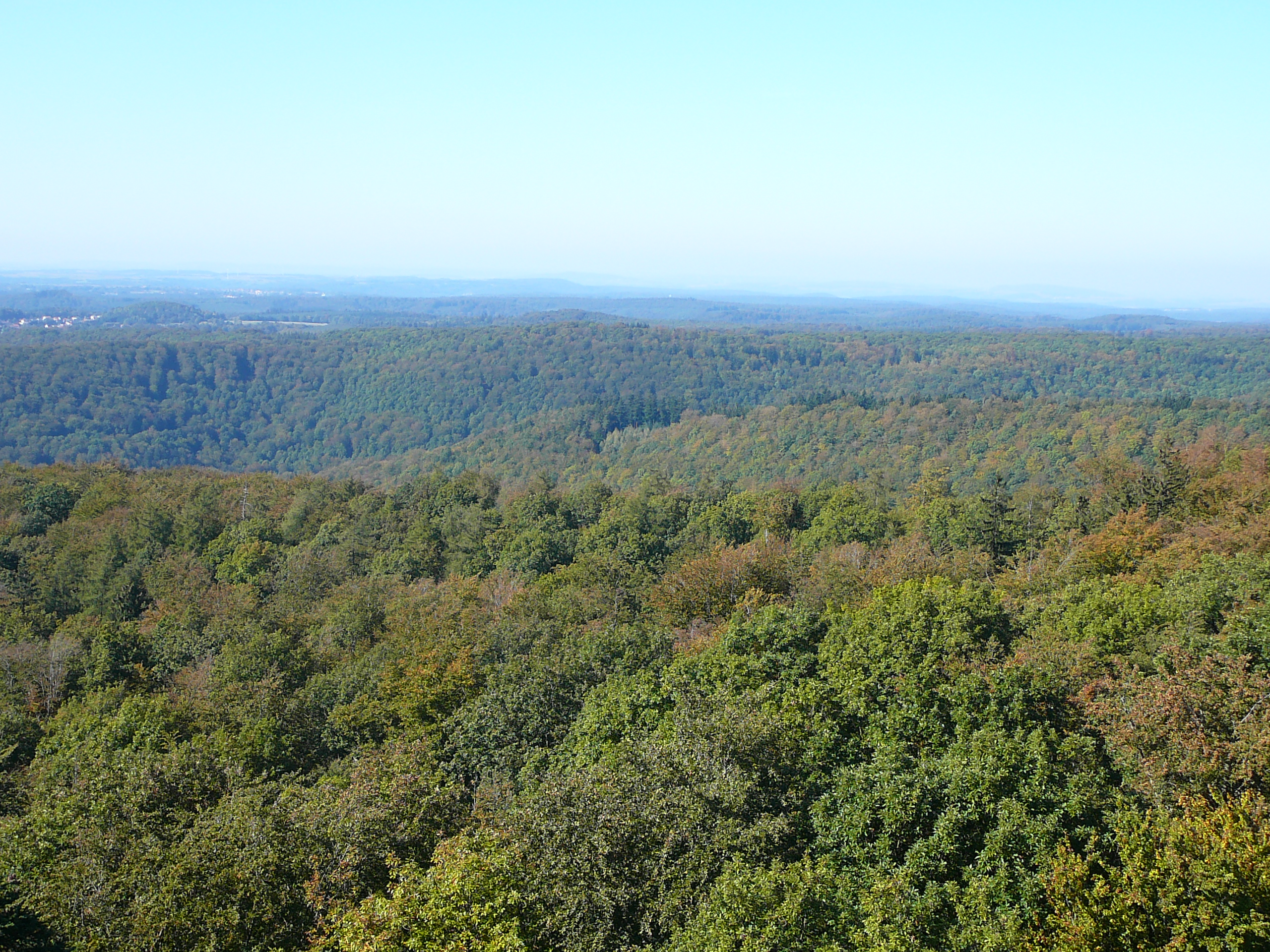
Hochflächenartige Verebnungsflächen im Mittleren und Oberen Buntsandstein: Blick vom Luitpoldturm auf dem Weißenberg Richtung Nordwesten

Zwischenschichten und Voltziensandstein sind Untergruppen des Oberen Buntsandsteins, der die älteren Sedimente dieser Gesteinseinheit mit einer Mächtigkeit von etwa 100 Metern überdeckt. Sie beeinflussen das Relief vor allem im westlichen und südwestlichen Teil des Pfälzerwaldes, zum Beispiel im Gräfensteiner Land, Holzland und in den Gebieten südlich und südöstlich von Pirmasens; dagegen wurden sie in östlicher gelegenen Regionen wegen der generellen Schrägstellung der Gesteinsschichten abgetragen.

##### Zwischenschichten
Diese etwa 75 Meter mächtige Gesteinseinheit ist ebenfalls das Ergebnis von Ablagerungen eines Flusssystems und setzt sich in ihren unteren Bereichen aus grau- bis hellroten, teilweise geröllführenden Mittel- bis Grobsandsteinen zusammen, während die oberen Bereiche eher aus violett- oder braunroten Feinsandsteinen mit höherem Gehalt an Glimmer, Karbonaten und Tonmineralien bestehen.

##### Voltziensandstein
Der etwa 25 Meter mächtigen Voltziensandstein enthält versteinerte Pflanzenreste der Koniferenart Voltzia heterophylla der Voltziales; sie sind Indikatoren für veränderte Ablagerungsbedingungen zu Beginn des Muschelkalkzeitalters. Sein unterer Teil – die Werksteinzone – besteht aus roten, fein- und mittelkörnigen Sandsteinen, die neben Gesteinen des Mittleren Buntsandsteins auch heute noch in Steinbrüchen zum Beispiel im Schweinstal bei Schopp, ferner in Eselsfürth bei Kaiserslautern gewonnen werden und eine beachtliche historische Anwendungstradition besitzen. Sie wurden im südwestdeutschen Raum seit alters her mit unterschiedlicher Zwecksetzung als beliebtes Baumaterial verwendet, prägen das Erscheinungsbild von Burgen, Kirchen, ja sogar ganzer Dörfer in der Region und kommen beim Bau von Dorfbrunnen, Denkmälern, Brücken und Eisenbahntunneln bis heute häufig zum Einsatz. Im Bereich der Baukunst fertigte man ornamentale Architekturteile und aus hellen Varietäten Grabsteine. Bedeutende Baudenkmäler wie der im romanischen Stil erbaute Dom zu Speyer oder die ebenfalls romanische Abteikirche Otterberg, außerdem viele der barocken Bauten des ursprünglich anhalt-zerbstschen Baumeisters Friedrich Joachim Stengel in Saarbrücken sind mit diesem Sandstein ausgestattet worden.
Den oberen Bereich – die Lettenregion – kennzeichnen tonige Ablagerungen, welche auf beginnende Einflüsse des Muschelkalkmeeres verweisen.
Zwischenschichten und Voltziensandstein verwittern aufgrund ihrer Eigenschaften zu nährstoffreicheren Böden, welche sich zur landwirtschaftlichen Nutzung besser als die „armen“ Sandböden des Unteren und Mittleren Buntsandsteins eignen. So entstanden vor allem im Holzland schon früh hochgelegene Rodungsinseln, in denen sich in der Folgezeit Höhendörfer wie zum Beispiel Heltersberg, Schmalenberg und Trippstadt entwickeln konnten.

## Oberflächengestalt

### Landschaftscharakter
| Schichten               | Gesteinsart                                                  | Oberflächen- gestalt                           |
| ----------------------- | ------------------------------------------------------------ | ---------------------------------------------- |
| Grundgebirge            | Gneis, Schiefer                                              | Gebirgssockel                                  |
| Rotliegend, Zechstein   | Sandstein, Schieferton                                       | Verebnungen, Landterrassen, breite Täler       |
| unterer Buntsandstein   | Sandstein, Quarz, verkieselt Dünnschichten mit Tonstein      | Schicht- stufenrelief, Formen- vielfalt        |
| mittlerer Buntsandstein | verkieselter Quarzsandstein im Wechsel mit anderem Sandstein | Felsblöcke, Blockan- sammlungen, „Felsenmeere“ |
| oberer Buntsandstein    | Sandstein, Ton Glimmer, Karbonate, Fossilien                 | Hochfläche, (Verebnungen), Rodungsinseln       |

Unterschiedlich harte Gesteinsschichten führten im Pfälzerwald zu mehr oder weniger starker Verwitterung und Abtragung. So wurden beispielsweise Formationen des Rotliegend und Zechsteins stärker zu Verebnungen und breiten Tälern ausgeräumt, während die widerstandsfähigeren Gesteine des Unteren und Mittleren Buntsandsteins als Schichtstufen erhalten blieben. Gemeinsam mit einem dichten, tief eingeschnittenen Talsystem entwickelte sich das komplexe Schichtstufenrelief des heutigen Pfälzerwaldes.
Während sich das Gebirge im Süden ohne geomorphologische Begrenzung als Nordvogesen fortsetzt und nach Westen allmählich in die Westricher Hochfläche übergeht, bestehen in seinem nördlichen und östlichen Teil mehrere Schicht- und Bruchstufen. So fallen am Nordrand zwei Schichtstufen ins Auge, die das Mittelgebirge gegenüber dem Nordpfälzer Bergland abgrenzen. Dies sind einerseits die Staufer Schicht bei Ramsen mit einer Höhe von 40 bis 70 Metern und andererseits eine wesentlich höhere Landstufe aus Rehberg- und Karlstalschichten, die bei Landstuhl in einer Mächtigkeit von etwa 200 Metern parallel zur Westricher Niederung verläuft.
Im Osten bildet der Gebirgsrand eine markante, etwa 300 bis 400 Meter hohe Bruchstufe, die in ihrem Nord- und Mittelteil hauptsächlich aus Gesteinen des Unteren und Mittleren Buntsandstein besteht und nur von engen Kerbtälern unterbrochen wird. Südlich der Queich setzt sich aufgrund der veränderten geologischen Voraussetzungen diese Bruchstufe nicht mehr als kompakte Gebirgsmauer, sondern als offene Kette eher voneinander getrennter Kegel- und Rückenberge fort. Dieses Landschaftsbild gilt für den gesamten südöstlichen Teil des Pfälzerwaldes, sodass sich in diesem Bereich keine zusammenhängenden Schichtstufen ausbildeten.
Auch die Karlstalschichten treten im zentralen und östlichen Pfälzerwald nicht als zusammenhängende Gesteinsschicht, sondern nur als isolierte Felsstufen auf. Da die Gesteinsschichten generell schräg gestellt sind, werden diese in höheren Bergregionen wie auf dem Rahnfels (516,5 m), dem Teufelsberg bei Burrweiler (597,6 m) und der Kalmit (672,6 m) angetroffen (siehe Abschnitt Mittlerer Buntsandstein).

### Täler
Charakteristisch für den Unteren und Mittleren Buntsandstein sind tief in das Gesteinspaket eingeschnittene enge Kerbtäler mit schmaler Talsohle und steilen Seitenhängen. Sie sind die typische Talform im mittleren Pfälzerwald, während in seinem südlichen und nördlichen Teil eher sogenannte Kastentäler mit breiterer Talsohle überwiegen.

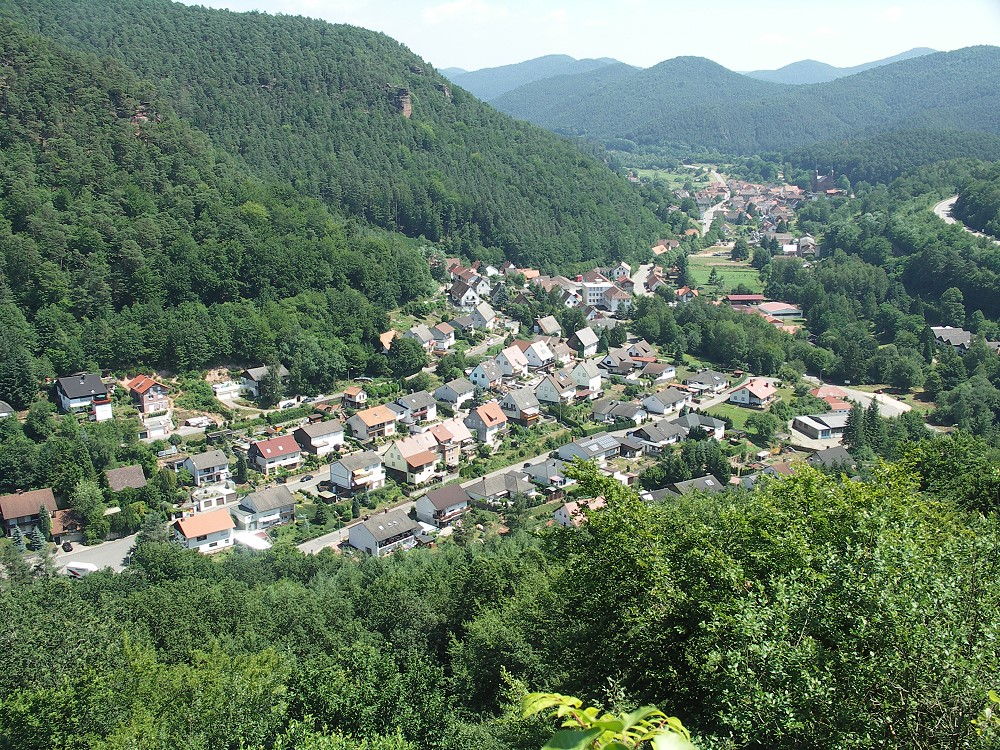
Oberes Queichtal als Kastental mit Wilgartswiesen im Vordergrund

Im Oberlauf der Bäche nimmt die Höhendifferenz zwischen Talboden und umgebenden Berghängen mehr und mehr ab, sodass Muldentäler mit Fließgewässern und Dellen ohne Fließgewässer das Relief charakterisieren. Ein Beispiel für diese Formen ist das Wellbachtal: Vom Eschkopf talabwärts Richtung Annweiler ist es zunächst ein Muldental, das nach wenigen Kilometern in ein Kerbtal übergeht. Nach Einmündung des Modenbachs am Zwiesel entsteht ein Kastental, das sich nach fünf bis sechs Kilometern mit dem Queichtal vereinigt.
Im südwestlichen Pfälzerwald, beispielsweise im Bereich Eppenbrunn, Fischbach und Ludwigswinkel, prägen Woogtäler das Landschaftsbild. Ihr Talboden ist besonders breit und eignet sich deshalb gut zur Anlage von Teichen (Wooge), Weihern und kleinen Seen. Aufgrund der dort siedelnden vielfältigen Pflanzengesellschaften und der sie umgebenden naturnahen Mischwälder sind diese Täler, wie das Stüdenbachtal bei Eppenbrunn, wertvolle Biotope und Naturreservate.

### Berge
In Abhängigkeit jeweils vorherrschender Gesteinsfolgen besteht im pfälzischen Buntsandsteingebirge eine Vielfalt unterschiedlicher Bergformen. Typisch für den nördlichen und mittleren Pfälzerwald sind hochaufragende Bergklötze und langgezogene trapezförmige Bergrücken mit häufig felsigem Gipfelbereich, wofür der Almersberg (564 m ü. NHN) und der am östlichen Gebirgsrand liegende Kesselberg (661,8 m ü. NHN) charakteristische Beispiele sind. Diese Landschaftsformen gehen im westlichen Pfälzerwald im Bereich des Oberen Buntsandsteins mehr und mehr in hochflächenähnliche Bergformationen mit Rodungsflächen über, an die sich westlich einer Linie Landstuhl, Waldfischbach, Pirmasens, Eppenbrunn die vom Muschelkalk dominierte Westricher Hochfläche anschließt (siehe Abschnitt Oberer Buntsandstein).

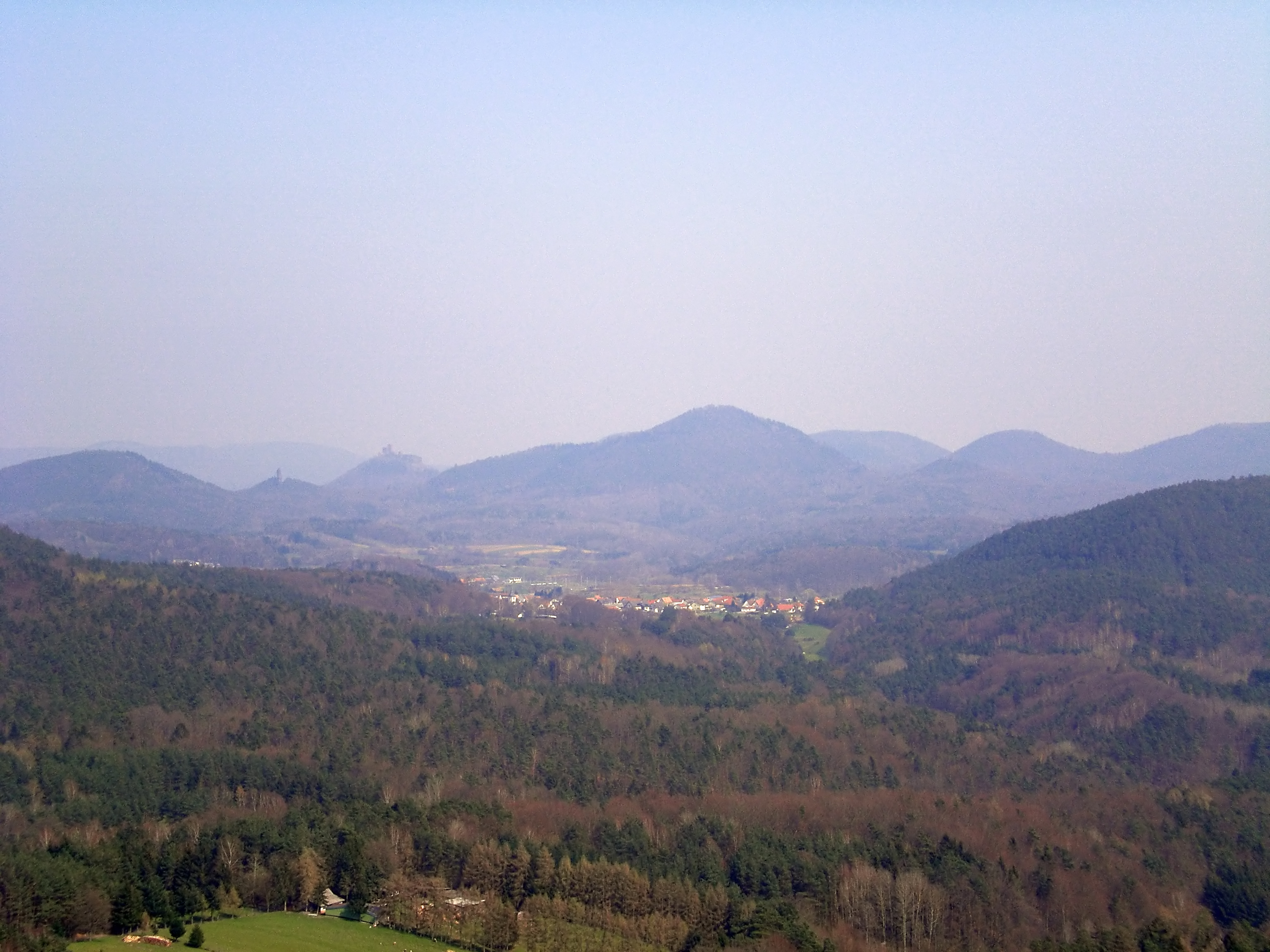
Typische Wasgaulandschaft mit Verebnungsflächen und Kegelbergen: Blick vom Lindelbrunn zum Rehberg (in Bildmitte)

Während im südwestlichen Teil des Pfälzerwaldes ähnliche geomorphologische Verhältnisse wie weiter im Norden herrschen, gelten in seinem südöstlichen Teil andere geologische Voraussetzungen. Im Bereich des Südpfälzer Sattels wurden die Schichten des Buntsandsteins besonders stark aufgewölbt und verbogen, was zu erheblicher Verwitterung und Abtragung dieser Schichten und zur Freilegung der Sedimente des Rotliegend und Zechsteins führte. Gleichzeitig blieben jedoch Teile der besonders widerstandsfähigen Trifels- und Rehberg-Schichten erhalten, sodass eine besonders vielfältige Oberflächengestalt entstand. Das typische Landschaftsbild des südöstlichen Wasgaus ist deshalb durch häufig isoliert stehende, die Schichten des Zechsteins überragende Bergformen gekennzeichnet, die einen großen Formenschatz aufweisen und häufig bizarre Felsformationen tragen. In diesem Zusammenhang unterscheidet Geiger sechs verschiedene Bergformen, wobei vor allem Bergklötze (z. B. Rindsberg), Kegelrückenberge (z. B. Rehberg), Bergrücken (z. B. Dimberg) und reine Bergkegel (z. B. Burgberg des Lindelbrunn) das Mittelgebirge kennzeichnen.

### Felsen

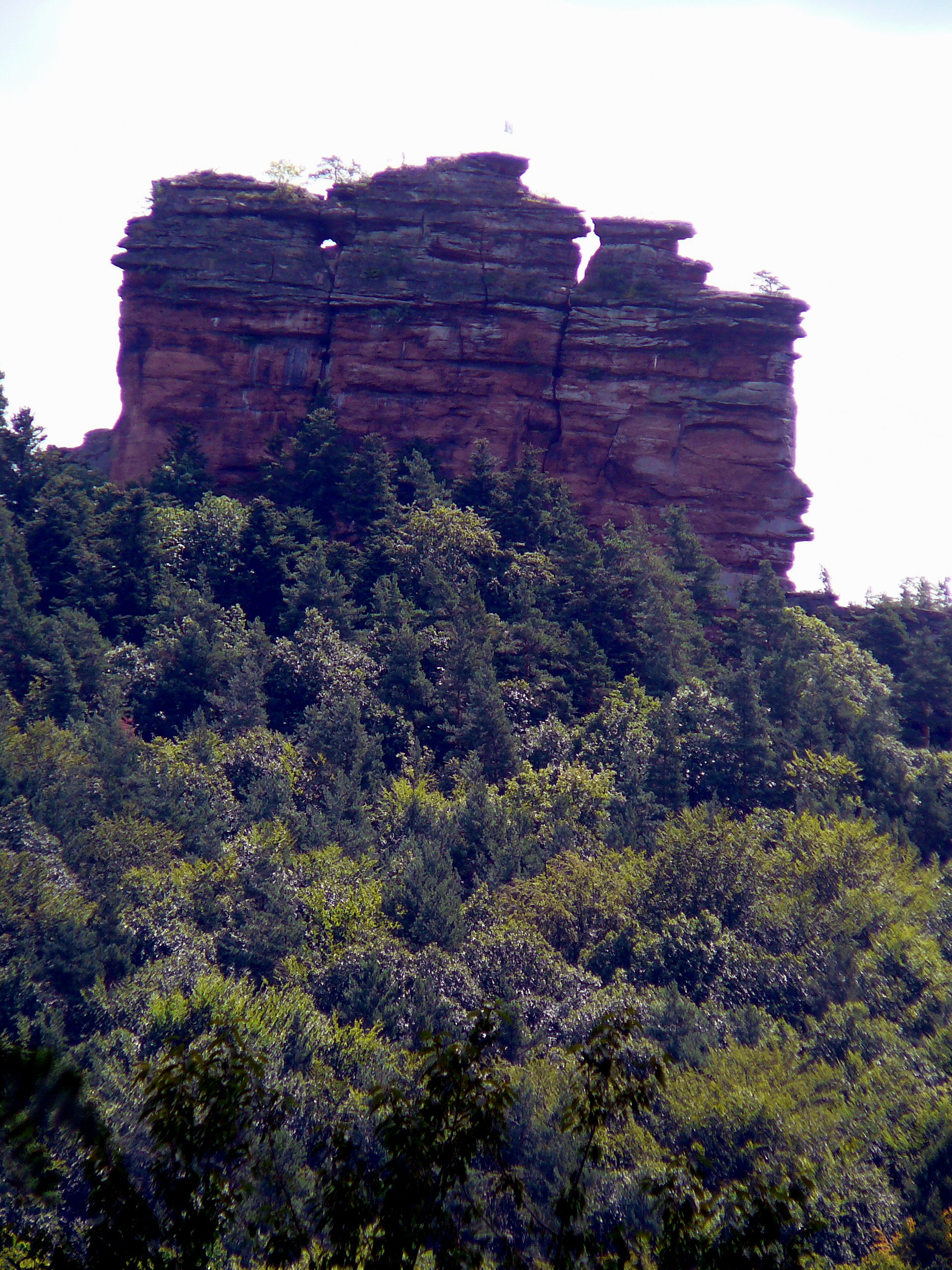
Beispiel einer Felswand: Der Asselstein bei Annweiler

Verwitterung und Abtragung haben über Jahrmillionen je nach witterungsbedingter Widerstandsfähigkeit des Sandsteins eine Vielzahl bizarrer Felsformationen geschaffen, die aufgrund der besonderen geologischen Voraussetzungen – wie im vorigen Abschnitt beschrieben – vor allem im südöstlichen Teil des Mittelgebirges zu finden sind. So werden je nach Erosion der Trifels-Schichten Felstürme (z. B. Hundsfelsen bei Waldhambach), Felswände (z. B. Asselstein bei Annweiler), Felsmauern (z. B. Dimberg bei Dimbach) und Felsklötze (z. B. Lindelbrunn bei Vorderweidenthal) unterschieden. Durch kleinförmige Verwitterung schmaler, unterschiedlich harter Schichten entstanden Felsöffnungen, Torfelsen (z. B. Eichelberg bei Busenberg) und Tischfelsen (z. B. Teufelstisch bei Hinterweidenthal) (siehe Abschnitt Rehberg-Schichten). An dem fast zwei Kilometer langen Felsenriff des Altschlossfelsens sind außerdem Felsspalten, Überhänge und Wabenverwitterung zu sehen; Felsenmeere und Blockfelder kennzeichnen dagegen eher Tal-, aber auch Bergregionen im Mittleren Pfälzerwald (siehe Karlstal-Schichten).

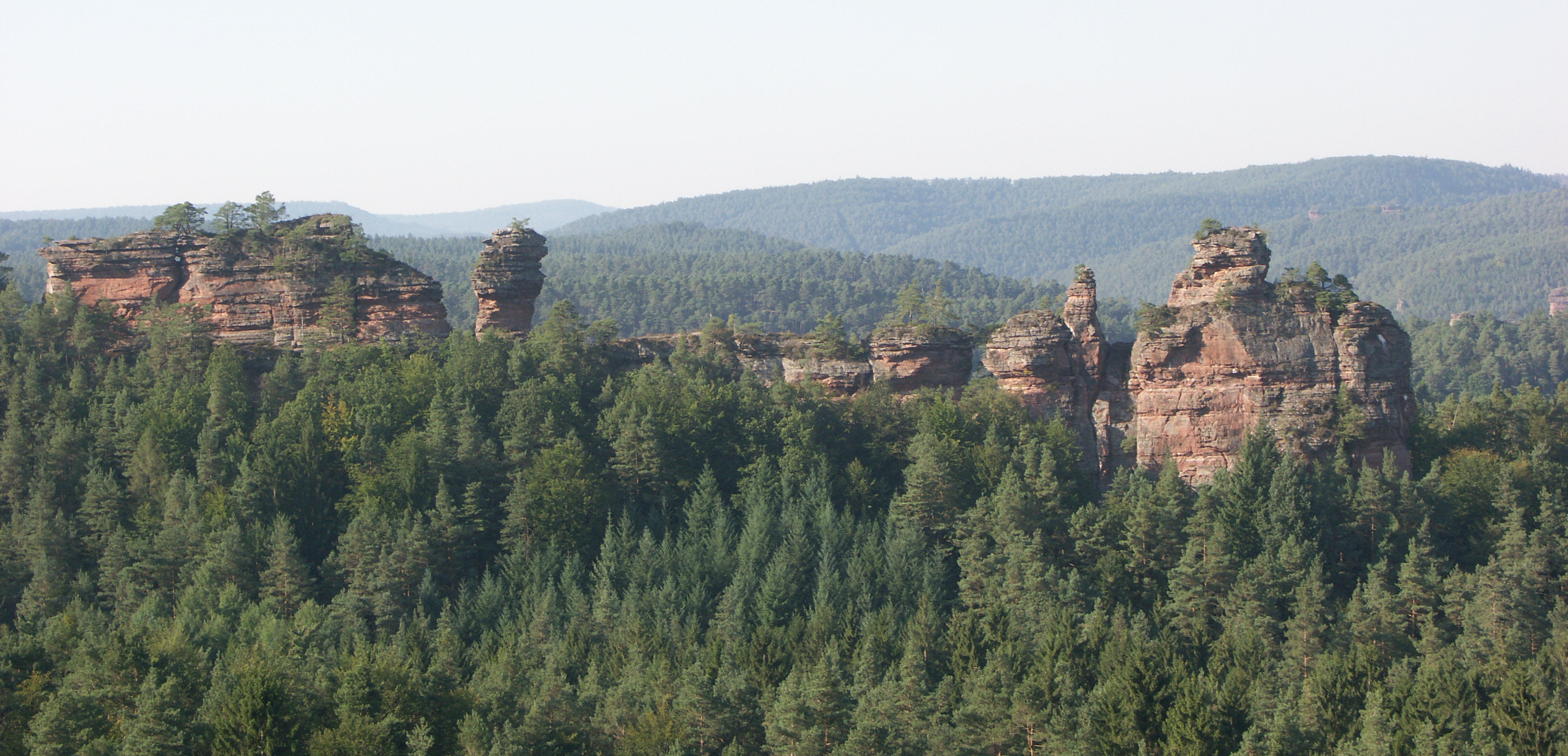
Beispiel für ein Felsriff: Lämmerfelsen bei Dahn

Bei ungestörtem Verlauf der Gesteinsschichten würde die typische Landschaftsstruktur des Felsenlandes bereits kurz hinter Annweiler enden. Tektonische Prozesse (siehe auch Abschnitt Lagerung des Buntsandsteins) führten jedoch zu Verschiebungen und Versetzungen der einzelnen Schichten, sodass westlich der Elmsteiner Verwerfung etwa von Wilgartswiesen, Spirkelbach, Schwanheim, Erlenbach bis nach Niederschlettenbach die felsbildenden Trifels-Schichten um ungefähr 80 bis 100 Meter emporgehoben wurden und deshalb im Dahner Felsenland auch weiterhin die Oberflächenstruktur prägen. Erst westlich der (Wies-)Lauter tauchen diese Schichten endgültig unter die jüngeren Rehberg- und Karlstalschichten, sodass das Landschaftsbild des westlichen Wasgaus ab dort eher dem des Mittleren Pfälzerwaldes entspricht.

### Wasserhaushalt
Ein typisches Merkmal des Pfälzerwaldes ist sein Wasserreichtum, der zu einem differenzierten System von Bächen, kleinen Flüssen und Feuchtgebieten, z. B. Mooren, Weihern und kleinen Seen geführt hat. Seine Wasserführung ist im Allgemeinen sehr gleichmäßig, sodass auch bei anhaltenden Trockenperioden oder sehr niederschlagsreicher Witterung ein ausgeglichener Wasserhaushalt gewährleistet ist. Dafür sind nicht nur die überdurchschnittlich hohen Niederschlagsmengen im Gebirge, die in mittleren und höheren Lagen etwa 900 bis 1100 mm betragen, sondern vor allem auch die hydrogeologischen Eigenschaften der verschiedenen Gesteine des Buntsandsteins verantwortlich. Die durch Verwitterung entstandenen Sandböden sind sehr wasserdurchlässig, sodass Niederschlagswasser schnell in den Boden einsickern und als Grundwasser durch Klüfte und Spalten des Sandsteinpakets weitergeleitet werden kann (Kluftgrundwasserleitung). 

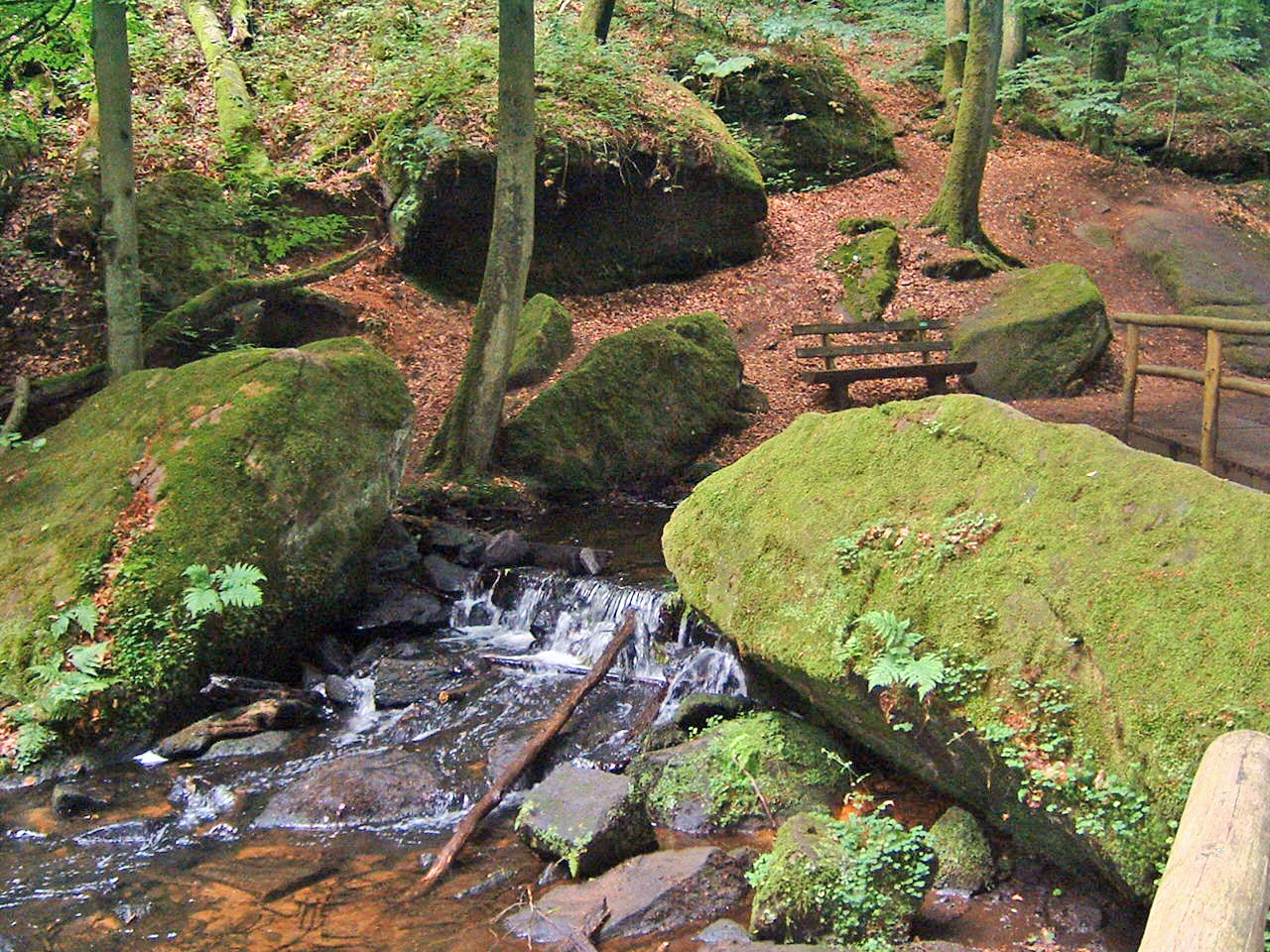
Wasserleitende und -speichernde Felszone der Karlstalschichten: Moosalb im Karlstal

Dieses Grundwasser wird anschließend in verschiedenen Felszonen, sogenannten Grundwasserstockwerken, gespeichert und nur verzögert als Quellwasser wieder an die Oberfläche abgegeben. Von den einzelnen Schichten des Buntsandsteins sind in diesem Zusammenhang die umfangreichen Felsbänke und -zonen der Trifels-Schichten im Unteren Buntsandstein und die Felszone der Karlstalschichten im Mittleren Buntsandstein von besonderer Bedeutung, da in ihnen auch umfangreichere Grundwassermengen, unter anderem durch teilweise Erweiterung der Klüfte zu größeren Hohlräumen und Kleinhöhlensystemen (Sandsteinverkarstung), rasch weitergeführt und längerfristig gespeichert werden. Auch die Bedingungen für die Grundwasserneubildung sind günstig: Aufgrund hoher Versickerungsraten und damit geringem Oberflächenabfluss verdunsten nur zwei Drittel der jährlichen Niederschlagsmenge, sodass der Rest direkt dem Grundwasser und seiner Neubildung zur Verfügung steht.

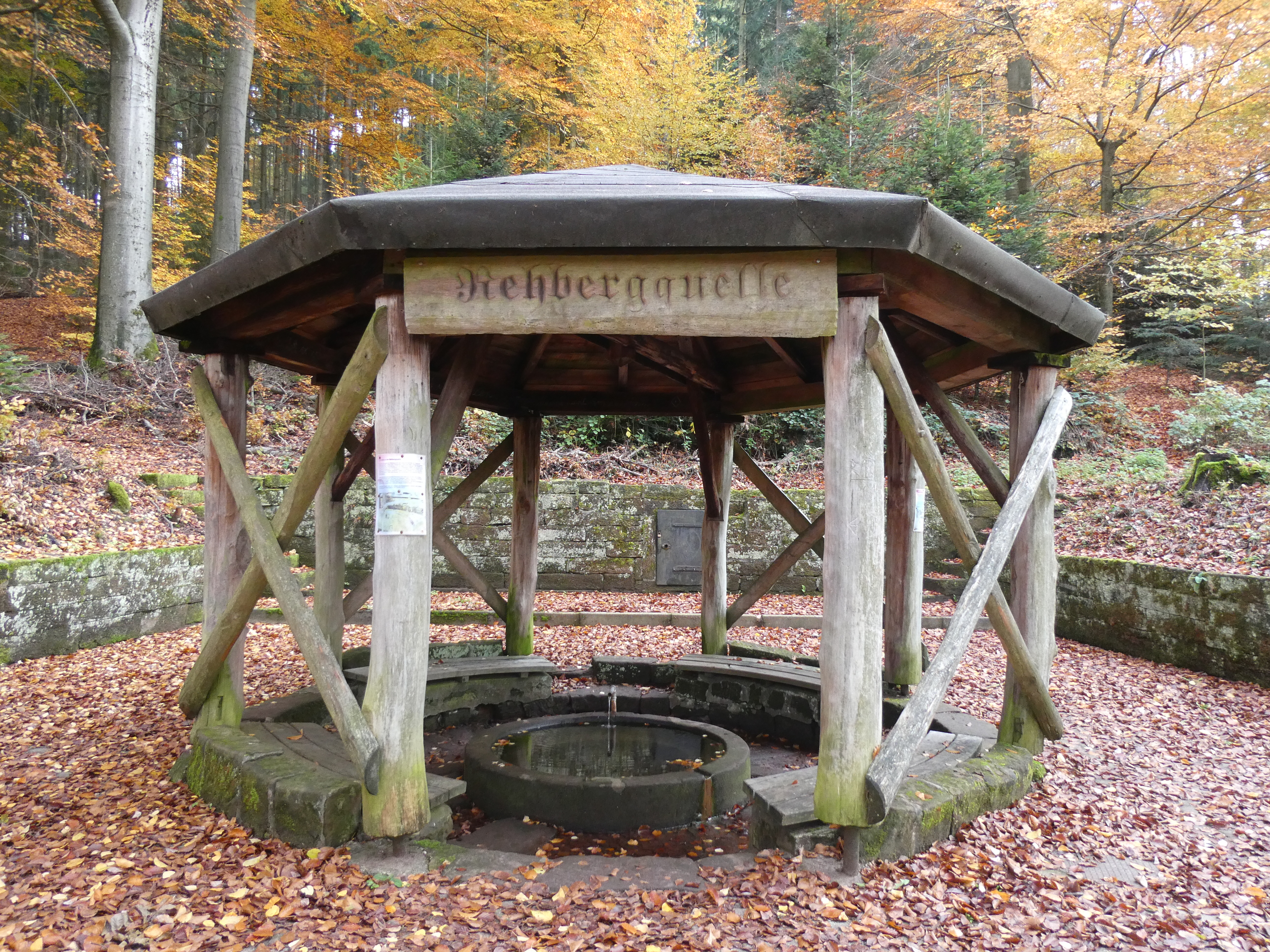
Rehbergquelle (480 m ü. NHN)

Das reichlich vorhandene Grundwasser tritt in einer Vielzahl von Quellen und Feuchtgebieten an die Oberfläche und wird zum Teil durch den Bau ergiebiger Tiefbrunnen für die Bevölkerung genutzt. Es ist ein Charakteristikum des Buntsandsteins, dass in seiner Schichtfolge grundwasserleitende Felszonen von Dünnschichten mit eher tonig gebundenen Sandsteinen abgelöst werden (siehe Abschnitt Buntsandstein). Diese Schichtserien sind nur wenig wasserdurchlässig und bilden deshalb häufig Quellhorizonte, in denen das Grundwasser als Schichtquelle an die Oberfläche treten kann; ein Beispiel bietet hierfür die Rehbergquelle, die an einer Dünnschicht der Rehberg-Schichten im Gipfelbereich dieses Berges entspringt. Schichtquellen sind daher der am häufigsten vorkommende Quelltyp des Pfälzerwaldes, während Verwerfungsquellen im Grenzbereich von wasserleitenden und wasserstauenden Schichten wie der Wolfsbrunnen bei Bad Bergzabern und Talrandquellen wie der Lauterspring bei Kaiserslautern weniger häufig vorkommen.
Nicht nur die Menge, sondern ebenso die Qualität des zur Verfügung stehenden Grundwassers machen den Pfälzerwald für viele pfälzische Gemeinden zu einem besonders wertvollen Trinkwasserreservoir. Da der Sandstein sehr mineralarm ist und sein Grundwasser deshalb nur geringe Lösungsinhalte aufweist, handelt es sich um Wasser mit niedrigem Härtebereich (Härtebereich weich). Auch Belastungen durch anthropogene Einflüsse vor allem durch Abwasser und landwirtschaftliche Düngung, sind aufgrund der Siedlungsferne vieler Brunnen und der Filterfunktion des Sandsteins selten nachweisbar. Dabei wird raumplanerisch angestrebt, die zukünftige Trinkwassergewinnung noch genauer an hydrogeologischen Kriterien auszurichten und gleichzeitig ökologische Belange, zum Beispiel den Erhalt von Feuchtbiotopen, verstärkt zu berücksichtigen.

## Besonderheiten

### Haardtsandstein
Am östlichen Gebirgsrand ist in einigen Regionen hellgelber, gebleichter Sandstein aufgeschlossen, der früher bei Bad Bergzabern, Frankweiler und Hambach in großen Steinbrüchen abgebaut wurde oder wie bei Leistadt und Haardt noch abgebaut wird.
Seit Entstehung der Oberrheinischen Tiefebene bildeten sich in der Bruchzone zwischen Pfälzerwald und Rheingraben zahlreiche Verwerfungen und Klüfte, durch die heiße Lösungen aufstiegen und die rötlichen Eisenoxide wegführten. Dadurch kam es am Haardtrand zur Entfärbung des Sandsteins, während diese Prozesse an anderen Stellen des Gebirges zu Ablagerungen des Eisenerzes in Klüften und Spalten führten, das vor allem zwischen dem 17. und 19. Jahrhundert in Bergwerken abgebaut wurde (siehe auch Abschnitt Formationen des Zechstein). Eines dieser Bergwerke der St.-Anna-Stollen bei Nothweiler, ist als Besucherbergwerk ausgebaut. Bei einer Führung und in einem kleinen Museum werden die geologischen Vorgänge veranschaulicht und die teilweise extremen Arbeits- und Abbaubedingungen unter Tage direkt erlebt.

### Frühere vulkanische Aktivitäten am Pechsteinkopf

#### Grundlagen
Als im Paläogen der Oberrheingraben entstand, kam es unter anderem durch Zugspannungen im Bereich des Grabenbruchs zur Ausdünnung und Schwächung der Erdkruste (siehe auch Abschnitt Lagerung des Buntsandsteins) und damit zur Druckverminderung mit anschließenden Schmelzprozessen im plastischen Gestein des darunter liegenden Erdmantels. Diese Schmelzen besaßen eine geringere Dichte und damit ein geringeres Gewicht als das feste Umgebungsgestein und begannen deshalb in den Bruchstellen der Erdkruste nach oben zu steigen. Durch Druckentlastung während des Aufstiegs wurde das Magma dekomprimiert, sodass Gase, welche vorher in ihm gelöst waren, entweichen konnten. Es entstand ein Gasüberdruck, dessen Intensität unter anderem davon abhing, wie stark das Magma vorher mit Gasen durchsetzt war. Bei einem Vulkanausbruch treten deshalb entweder explosive – bei hohem Gasdruck – oder länger anhaltende, effusive Eruptionen – bei niedrigerem Gasdruck – auf.

#### Entstehung des Vulkans
Während es bei der Bildung des Oberrheingrabens in verschiedenen Regionen zu erhöhtem Vulkanismus kam – Beispiele sind der Kaiserstuhl in Südbaden, der Vogelsberg in Mittelhessen und der Katzenbuckel im Odenwald –, wurden im Gegensatz dazu im Bereich des pfälzischen Grabenbruchs nur am Pechsteinkopf bei Forst vulkanische Aktivitäten nachgewiesen. Dabei erfolgte seine Entstehung in mehreren Abschnitten:
In einer ersten Phase kam es durch explosive Eruption zur Ausbildung eines Sprengtrichters, der sich mit vulkanischen Lockermassen (Tephra) wie etwa Bomben, Schlacke, Lapilli und Asche füllte. Anschließend stieg in einem zweiten Abschnitt Magma wahrscheinlich in ruhiger und nicht explosiver Form (effusive Eruption) nach oben, sodass es allmählich abkühlen und erstarren konnte. Es sonderten sich im Förderschlot des Vulkans innerhalb der Tephra dunkle, aufrecht oder schräg stehende Säulen aus Olivinnephelinit ab, wobei nicht sicher ist, ob das Magma die damalige Oberfläche erreichte. In diesem Zusammenhang äußern einige Autoren die Auffassung, dass während der effusiven Phase ebenfalls Gasexplosionen auftraten und Säulen zu Brocken zertrümmerten. Andere Autoren vertreten eine andere Erklärung. Die im Vulkanschlot erkennbaren, steil verlaufenden Spalten sind demnach nicht das Ergebnis der vulkanischen Aktivitäten, sondern späterer tektonischer Bewegungen im Grabenbruch.
Zum Alter des Vulkans liegen unterschiedliche Angaben vor: Während ältere Untersuchungen von 29 oder 35 Millionen Jahren ausgingen, ergaben neuere geologische Untersuchungen unter anderem mit Hilfe der Kalium-Argon-Methode ein Alter von 53 Millionen Jahren.
Bis in die 1980er Jahre wurde in einem Steinbruch das basaltartige Gestein großflächig abgebaut; das stillgelegte Gelände bildet ein Geotop, in welchem die verschiedenen, oben beschriebenen vulkanischen Prozesse und ihre Gesteinsablagerungen vor Ort besichtigt werden können.